# Черкесы в Ливии
Черкесы в Ливии (адыг. Ливием ис адыгэхэр) — диаспора адыгов численностью около 30 тыс. граждан Ливии. Проживают в основном в Мисурате и Бенгази. Одно из малых этнических меньшинств.

## История
В отличие от многих других черкесских диаспор Ближнего Востока, ливийские черкесы не являются потомками мухаджиров, а являются потомками черкесских мамлюков, которые служили в армиях арабских халифов с IX века.
В 1969 году в Ливии к власти приходит полковник Муаммар Каддафи. У ливийских черкесов он не имел поддержки и понимания и в 1975 году группа офицеров во главе с черкесом, майором Омаром Мохейши организовала заговор против Каддафи. Однако, заговор был раскрыт и Мохейши бежал в Марокко, откуда в 1984 году его выдали ливийским властям. В том же году он был убит. Вследствие этого черкесская диаспора в Ливии находилась под постоянным политическим давлением со стороны режима Каддафи.
С самого начала арабской революции черкесы выступили против войск Каддафи одновременно в Мисурате и Бенгази .. В марте 2011 года Каддафи обратился к иорданским черкесам с просьбой убедить ливийских черкесов не выступать против его режима, однако иорданские черкесы ничего ему не ответили.

## Известные представители
- Омар Мохейши (полное имя — Омар Абдулла эль-Мохейши) — черкес, готовил заговор против Каддафи в 1975 году. Убит в 1984 году.[1]